# Chudziński
Chudziński (forma żeńska: Chudzińska; liczba mnoga: Chudzińscy) – polskie nazwisko. Na początku lat 90. XX wieku w Polsce nosiły je 3490 osoby, według nowszych, internetowych oparty danych liczba jest 3372. Nazwisko pochodzi od słowa chudy i jest najbardziej rozpowszechnione w zachodniej i środkowej Polsce.

## Znane osoby noszące to nazwisko
- Andrzej Chudziński (1948–1985) – polski pływak;
- Antoni Chudziński (1914–1994) – polski inżynier rolnictwa;
- Wojciech Chudziński (ur. 1964) – polski pisarz, publicysta i redaktor.